# مارالی
مارالی (به پرتغالی: Maraial) یک منطقهٔ مسکونی در برزیل است که در پرنامبوکو واقع شده‌است. مارالی ۱۹۲٫۲۵ کیلومتر مربع مساحت و ۱۱٬۲۲۰ نفر جمعیت دارد و ۲۱۲ متر بالاتر از سطح دریا واقع شده‌است.